# Guadalupe, Jolalpan
Guadalupe är en ort i Mexiko.   Den ligger i kommunen Jolalpan och delstaten Puebla, i den sydöstra delen av landet, 130 km söder om huvudstaden Mexico City. Guadalupe ligger 893 meter över havet och antalet invånare är 105.
Terrängen runt Guadalupe är huvudsakligen kuperad. Guadalupe ligger nere i en dal. Runt Guadalupe är det glesbefolkat, med 8 invånare per kvadratkilometer. Närmaste större samhälle är Jolalpan, 1,4 km norr om Guadalupe. I omgivningarna runt Guadalupe växer huvudsakligen savannskog.